# 田惠光
田惠光（1950年7月—），女，汉族，山东文登人，中华人民共和国政治人物，曾任中国国民党革命委员会中央委员会副主席。

## 生平
田惠光2001年被任命为天津市卫生局副局长，同年成为民革天津市委副主委。她在2007年当选民革天津市主委，2008年1月任天津市政协副主席，2010年当选民革中央副主席。2017年1月，不再担任天津市政协副主席。
2008年，当选第十一届全国政协委员，代表中国国民党革命委员会，分入第四组。2018年1月，当选第十三届全国政协委员。